# Timo Schultz
Timo Schultz (Wittmund, 26 agosto 1977) è un allenatore di calcio ed ex calciatore tedesco, di ruolo centrocampista.

## Statistiche da allenatore
Statistiche aggiornate al 4 gennaio 2024. In grassetto le competizioni vinte.
| Stagione         | Squadra          | Campionato       | Campionato | Campionato | Campionato | Campionato | Coppe nazionali | Coppe nazionali | Coppe nazionali | Coppe nazionali | Coppe nazionali | Coppe continentali | Coppe continentali | Coppe continentali | Coppe continentali | Coppe continentali | Altre coppe | Altre coppe | Altre coppe | Altre coppe | Altre coppe | Totale | Totale | Totale | Totale | % Vittorie | Piazzamento |
| Stagione         | Squadra          | Comp             | G          | V          | N          | P          | Comp            | G               | V               | N               | P               | Comp               | G                  | V                  | N                  | P                  | Comp        | G           | V           | N           | P           | G      | V      | N      | P      | %          | Piazzamento |
| ---------------- | ---------------- | ---------------- | ---------- | ---------- | ---------- | ---------- | --------------- | --------------- | --------------- | --------------- | --------------- | ------------------ | ------------------ | ------------------ | ------------------ | ------------------ | ----------- | ----------- | ----------- | ----------- | ----------- | ------ | ------ | ------ | ------ | ---------- | ----------- |
| 2020-2021        | St. Pauli        | 2BL              | 34         | 13         | 8          | 13         | CG              | 1               | 0               | 0               | 1               | -                  | -                  | -                  | -                  | -                  | -           | -           | -           | -           | -           | 35     | 13     | 8      | 14     | 37,14      | 10°         |
| 2021-2022        | St. Pauli        | 2BL              | 34         | 16         | 9          | 9          | CG              | 4               | 3               | 0               | 1               | -                  | -                  | -                  | -                  | -                  | -           | -           | -           | -           | -           | 38     | 19     | 9      | 10     | 50,00      | 5°          |
| 2022-2023        | St. Pauli        | 2BL              | 17         | 5          | 8          | 6          | CG              | 2               | 1               | 0               | 1               | -                  | -                  | -                  | -                  | -                  | -           | -           | -           | -           | -           | 19     | 4      | 8      | 7      | 21,05      | Eson        |
| Totale St. Pauli | Totale St. Pauli | Totale St. Pauli | 85         | 34         | 25         | 28         |                 | 7               | 4               | 0               | 3               |                    | -                  | -                  | -                  | -                  |             | -           | -           | -           | -           | 92     | 36     | 25     | 31     | 39,13      |             |
| lug.-set. 2023   | Basilea          | SL               | 7          | 1          | 2          | 4          | CS              | 2               | 2               | 0               | 0               | UECL               | 2                  | 1                  | 0                  | 1                  | -           | -           | -           | -           | -           | 11     | 4      | 2      | 5      | 36,36      | Eson        |
| gen.-giu. 2024   | Colonia          | BL               | 18         | 3          | 8          | 7          | CG              | -               | -               | -               | -               | -                  | -                  | -                  | -                  | -                  | -           | -           | -           | -           | -           | 18     | 3      | 8      | 7      | 16,67      | Sub, 17°    |
| Totale carriera  | Totale carriera  | Totale carriera  | 75         | 30         | 19         | 26         |                 | 7               | 5               | 0               | 2               |                    | 2                  | 1                  | 0                  | 1                  |             | -           | -           | -           | -           | 84     | 36     | 19     | 29     | 42,86      |             |